# Minagrion mecistogastrum
Minagrion mecistogastrum – gatunek ważki z rodziny łątkowatych (Coenagrionidae). Występuje na terenie Ameryki Południowej.